# Elecik, Akyurt
Elecik là một xã thuộc huyện Akyurt, tỉnh Ankara, Thổ Nhĩ Kỳ.